# 中华人民共和国反外国制裁法
《中华人民共和国反外国制裁法》是中华人民共和国为应对外国制裁但相关法律手段不足而制定的法律。第十三届全国人大常委会第二十九次会议于2021年6月7日下午举行第一次全体会议，听取关于该法律草案的报告；并于6月10日表決通过。

## 制定背景
自2018年中美贸易战、新疆人权问题、反對逃犯條例修訂草案運動及香港国安法实施以来，中国就受欧美等西方国家经济及行政制裁，同时中國也會透過外交公告及行政手段制裁歐美國家。在西方國家，運用制裁手段來互相攻击已久，亦有制定相关法律；但中國過去较少运用制裁手段，因此未制定专门法律。《反外国制裁法》出台之前，中华人民共和国商务部在2021年1月9日公布《阻断外国法律与措施不当域外适用办法》；有欧美律师指出，商务部据此部门规章施加的罚款只能在几千美元以内。2021年3月22日，中华人民共和国外交部宣布，为回应欧盟以新疆问题对中国内地官员、组织的制裁，对欧盟的10名人员和4个组织进行制裁，禁止有关人员入境中国内地、香港、澳门，限制相关人员、机构同中国内地和港澳的往来。制裁公布后，有欧美律师提出质疑，认为外交部没有权限施加这一制裁，认为正在制定的《反外国制裁法》是為了對已宣布的政策提供法律授权。為使其反制行為法制化並取得法律正當性，第十三届全国人大四次会议批准的《全国人民代表大会常务委员会工作报告》在“今后一年的主要任务”一節中明确提出「要加快推进涉外围绕反制裁、反干涉、反制长臂管辖等，充实应对挑战、防范风险的法律『工具箱』」，將明確化對於制裁的規範與指引，補全法律完整度。

## 反制措施
《反外国制裁法》的適用情況是“外国国家违反国际法和国际关系基本准则，以各种借口或者依据其本国法律对我国进行遏制、打压，对我国公民、组织采取歧视性限制措施，干涉我国内政的，我国有权采取相应反制措施”，而制裁措施有三類：
- 不予签发证、不准入境、注销签证或者驱逐出境。
- 查封、扣押、冻结在中国境内的动产、不动产和其他各类财产。
- 禁止或者限制中国境内的组织、个人与其进行有关交易、合作等活动。

此外，还有“其他必要措施”。2025年3月24日，国务院公布《实施〈中华人民共和国反外国制裁法〉的规定》，对各类反制措施的主管部门和执行细节作进一步规定。

## 施行情况

### 执行制裁
2021年7月23日，中华人民共和国首次依照《反外國制裁法》制裁前美國商務部部長威爾伯·羅斯（Wilbur Louis Ross Jr.）、美国会“美中经济与安全评估委员会”（USCC）主席卡罗琳·巴塞洛缪（Carolyn Bartholomew）、“国会—行政部门中国委员会”（CECC）前办公室主任乔纳森·斯迪沃斯（Johnathan Stivers）、“美国国际事务民主协会”（NDI）金度允（Doyun Kim）、“美国国际共和研究所”（IRI）在港授权代表亚当·金（Adam King）、“人权观察”中国部（HRW）主任索菲·理查森（Sophie Richardson）及“香港民主委員會”等7个美方人員與實體，以回應美國對華制裁。白宮發言人珍·莎琪回應，美國“不會因此畏懼”，美方將繼續致力實施所有有關“制裁措施”。
2021年12月21日，中方决定依据《反外国制裁法》对美国国际宗教自由委员会（USCIRF）主席马恩扎（Nadine Maenza）、副主席特克尔（Nury A.Turkel）、委员巴尔加娃（Anurima Bhargava）和卡尔（James W.Carr）实施相应反制。反制措施包括禁止上述人员入境中国，包括内地和香港、澳门，冻结其在华财产，禁止中国公民和机构同其交易。
2022年2月21日，中国外交部宣佈根据《反外国制裁法》，对长期参与美国向台湾出售武器的美国军工企业雷神技术公司和洛克希德马丁公司的侵权行为实施反制.
2022年12月23日，中国外交部宣佈根据《反外国制裁法》，向美國白宮前中國政策首席顧問余茂春及美國國會及行政當局中國委員會副主任陶德·斯坦恩（Todd Stein）採取反制裁措施，凍結在中國境內的財產、禁止與境內的組織、個人與其進行交易活動，以及對其本人及直系親屬不予簽發簽證、不准入境，即日起執行。
2023年4月7日，中國外交部宣佈依据《反外国制裁法》，對哈德逊研究所、里根图书馆實施制裁，限制中国境内的高校、机构等组织和个人与其进行有关交易、交流、合作等活动。中國外交部還对哈德逊研究所董事会主席萨拉·斯特恩（Sarah May Stern）、所长约翰·瓦特斯，负责里根图书馆日常维护的里根基金会前执行主任约翰·希布斯奇、首席行政官乔安妮·德雷克（Joanne Drake）等四名个人冻结在中国境内的动产、不动产和其他各类财产，禁止中国境内的组织、个人与其进行有关交易、合作等活动，中國政府对這些人不予签发签证、不准入境。中國外交部認為上述两家機構为蔡英文在美从事台独分裂活动提供平台和便利，严重违反一个中国原则和中美三个联合公报规定，严重损害中方主权和领土完整。
2023年4月13日，中國外交部宣佈依据《反外国制裁法》，对美国国会众议员迈克·麦考尔实施制裁。
商务部新闻发言人于2023年4月18日就不可靠实体清单实施有关问题作出回应。为维护国家主权、安全和发展利益，根据《中华人民共和国反外国制裁法》《中华人民共和国对外贸易法》《中华人民共和国国家安全法》等有关法律，不可靠实体清单工作机制依据《不可靠实体清单规定》，决定自2023年2月16日起，禁止洛克希德·马丁公司的詹姆斯·唐纳德·泰克里特（James Donald Taiclet）、弗兰克·安德鲁·圣约翰（Frank Andrew St. John）、杰西·马莱夫（Jesus Malave），雷神导弹与防务公司的韦斯利·克雷默（Wesley D. Kremer）、阿格内斯·苏德（Agnes Soeder）、钱德尔·尼赫恩（Chander Nijhon）以及上述2家企业的其他高级管理人员入境、在华工作、停留以及居留。
洛克希德·马丁公司、雷神导弹与防务公司长期参与对台军售，性质恶劣。此次商务部决定禁止2家美企从事与中国有关的进出口活动，旨在防范中国产品用于其军工业务。中国企业在经营活动中，应加强尽职调查和合规体系建设，核实交易信息。中国企业从事出口、过境、转运、通运等活动时，明知实际进口商或用户为上述2家美企的，不得开展相关进出口活动。对于违反相关规定的，有关部门将依法依规追究责任。
2023年9月15日，中國方面以美国洛克希德·马丁公司密苏里州圣路易斯市分公司直接参与8月24日美售台武器、诺斯罗普·格鲁曼公司多次参与美售台武器為由並根据《中华人民共和国反外国制裁法》，对两家美国军工企业实施制裁。
2023年12月26日，中國對美国情报数据公司卡隆（Kharon），以及对卡隆公司调查主任徐勐（Edmund Xu）、前美国高等国防研究中心研究员尼科尔·莫格雷特（Nicole Morgret）两人采取反制措施，禁止两人入境中国大陆、香港、澳门，冻结這些公司和个人在中国境内的动产、不动产和其他各类财产，禁止中国境内的组织、个人与其进行有关交易、合作等活动。
2024年1月7日，中方以美國向台湾出售武器為由决定对贝宜陆上和武器系统公司（BAE Systems Land and Armament）、联合技术系统运营公司（Alliant Techsystems Operation）、宇航环境公司（AeroVironment）、ViaSat公司和Data Link Solutions公司等5家美国军工企业实施制裁。
2024年4月11日，中國外交部以對台軍售為由，宣布制裁美國國防承包商通用動力陸地系統 （General Dynamics Land Systems）以及通用原子航空系統（General Atomics Aeronautical Systems）。
2024年5月22日，中方表示依据《中华人民共和国反外国制裁法》，宣佈對麦克·加拉格尔實施制裁，並冻结12家美企在中国境内的动产、不动产和其他各类财产，并对10名美企高管采取不签发签证、不准入境的措施。
2024年6月21日，外交部以美国再次宣布向台湾出售武器為由，依据《中华人民共和国反外国制裁法》第三条、第四条、第五条、第六条、第九条、第十五条规定，对洛克希德·马丁公司相关实体和高级管理人员采取反制措施，对洛克希德·马丁导弹系统集成实验室、洛克希德·马丁先进技术实验室、洛克希德·马丁风险投资公司等实体，冻结在中国境内的动产、不动产和其他各类财产；对洛克希德·马丁公司董事长、总裁、首席执行官、首席运营官、首席财务官等企业高级管理人员，冻结在中国境内的动产、不动产和其他各类财产；禁止中国境内的组织、个人与其本人进行有关交易、合作等活动；不予签发签证、不准入境（包括香港、澳门）。
2024年7月12日，中國以美国向台湾出售武器為由制裁美国军工企业及高级管理人员。
2024年7月，中国外交部取消此前因對台軍售而出台的對美国卫讯公司Viasat的制裁措施。
2024年9月18日，中國以美國批准向台湾出售军事装备為由宣布对9家美国国防公司实施制裁。
2024年10月10日，中国政府以美國向台湾提供武器援助為由，对三家美国军工公司以及10名高级管理人员采取反制措施。
2024年12月21日，中國对加拿大两家机构及20名机构人员采取反制裁措施。
2024年12月27日，中國方面以美國對台軍售為由對7家美国军工企业及高级管理人员實施制裁。

### 港澳
2021年6月23日，中华人民共和国外交部條約法律司處長史曉斌、聯合國國際法委員會委員黃惠康在中共中央党校下属《学习时报》撰文，认为《反外國制裁法》可以列入香港基本法与澳门基本法附件三、从而在港澳适用，与香港国安法和澳门维护国家安全法一道，健全特区国家安全法律体系。
2021年7月27日，十三届全国人大常委会召开委员长会议，决定于8月17日的常委会第三十次会议中提请审议关于向香港基本法与澳门基本法附件三中增加全国性法律的决定。有媒体引述消息称，相关法律涉及《反外國制裁法》。
2021年8月8日，香港律政司司长鄭若驊发文认为订立《反外國制裁法》合法、合理和公平，并认为人大常委会在咨询基本法委员会与特区政府后做出将本法加入香港基本法附件三的决定是自然且恰当的。同日，港区人大常委谭耀宗认为，相关立法工作最好由本地立法程序完成，较为合适。
2021年8月17日，十三届全国人大常委会第三十次会议第一次全体会议审议全国人大常委会关于增加香港基本法与澳门基本法附件三所列全国性法律的决定草案。20日，十三届全国人大常委会第一百次委员长会议未将两份决定草案交付当次常委会会议闭幕会（第三次全体会议）表决。
2021年8月20日，全国人大常委會決定暫緩表決把《反外國制裁法》納入港澳法律文件的議案，但會繼續對有關問題進行研究。香港銀行公會主席施穎茵對暫緩表決《反外國制裁法》表示歡迎。香港金管局前總裁任志剛認為暫緩表決《反外國制裁法》是一件好事，並指若美國人被中國制裁，美國未必息事寧人。
2021年12月30日，中國依據反外国制裁法对等反制美國前商務部長羅斯、美國國會美中經濟暨安全檢討委員會主席卡罗琳·巴薩洛繆、美國國會及行政當局中國委員會前辦公室主任乔纳森·斯迪沃斯、美國國際事務民主協會金度允、美國國際共和研究所在港授權代表亞當·金。措施包括禁止他們入境中国大陆以及香港、澳門，凍结他們在華財產，禁止中國公民及機構與他們交易。之前中方針對美國其他涉港行徑作出的反制決定，包括制裁對象和措施依然有效。
2024年12月10日，中國方面以美國就涉港問題對中方官員實施簽證限制為由，對與涉港問題有關的美官員簽證限制。

## 评价
《反外國制裁法》法案表決通過後，對於受其他国家制裁的中國國內公司來說，該法提供了應對制裁的法律救濟途徑。此外中國市場廣阔且貿易夥伴眾多，對於外國企業來說若參與制裁，其导致的後果比過去嚴重得多，因此警告效果將會得到明顯加強。
香港特别行政区行政长官林郑月娥对《中华人民共和国反外国制裁法》表示支持。